# リンカーン郡 (ワイオミング州)
座標: 北緯42度16分 西経110度42分 / 北緯42.26度 西経110.70度
リンカーン郡 (リンカーンぐん、英: Lincoln County) は、アメリカ合衆国ワイオミング州にある郡。2005年の推定人口は15,999人で、郡庁所在地はケメラー (Kemmerer)である。
郡北部にあるアフトンの町は、福島県本宮市の旧白沢村と姉妹都市提携を結んでいたが2006年12月31日をもって解消した。

## 歴史
リンカーン郡は1911年に組織された。

## 地理
アメリカ合衆国統計局によると、この郡は総面積10,590 km2 (4,089 mi2) である。このうち10,539 km2 (4,069 mi2) が陸地で、52 km2 (20 mi2) が水地域である。総面積の0.49%が水地域となっている。

### 隣接する郡
- ティトン郡（北）
- サブレット郡（北東）
- スウィートウォーター郡（東）
- ウインタ郡（南）
- リッチ郡 (ユタ州)（南西）
- ベアレイク郡 (アイダホ州)（西）
- カリブー郡 (アイダホ州)（北西）
- ボンネビル郡 (アイダホ州)（北北西）

### 郡内の国立保護区
- ブリッジャー・ティトン国有林（部分管轄）
- カリブー・タギー国有林（部分管轄）
- コークヴィル草原野生生物保護区
- フォスル・ビュート・ナショナル・モニュメント

## 人口動静

リンカーン郡の人口ピラミッド

2000年現在の国勢調査で、この郡は14,573人、5,266世帯、及び3,949家族が暮らしている。人口密度は1/km2 (4/mi2) で、1/km2 (2/mi2) の平均的な密度に6,831軒の住居が建っている。この郡の人種的構成は白人97.15%、アフリカン・アメリカン0.10%、先住民0.57%、アジア系0.23%、太平洋諸島系0.05%、その他の人種0.71%、及び混血1.19%で、人口の2.16%がヒスパニックまたはラテン系である。人口のうち29.0%がイングランド系、14.6%がドイツ系、9.5%がアメリカ系、6.1%がアイルランド系移民の子孫である。
5,266世帯のうち、36.5%は18歳未満の子供と暮らしており、66.7%は夫婦で生活している。5.1%は未婚の女性が世帯主であり、25.0%は家族以外の住人と同居している。21.0%は独身の居住者が住んでおり、7.9%は65歳以上で独居である。1世帯あたりの平均人数は2.75人であり、家庭の場合は3.23人である。
郡内の住民は30.9%が18歳未満の未成年、18歳以上24歳以下が7.2%、25歳以上44歳以下が25.4%、45歳以上64歳以下が24.2%、及び65歳以上が12.4%にわたっている。中央値年齢は37歳である。女性100人ごとに対して男性は102.0人いて、18歳以上の女性100人ごとに対して男性は101.3人いる。
この郡の世帯ごとの平均的な収入は40,794米ドルであり、家族ごとでは44,919米ドルである。男性の37,353米ドルに対して女性は20,928米ドルの平均的な収入がある。この郡の一人当たりの収入 (per capita income) は17,533米ドルである。人口の9.0%及び家族の6.4%は貧困線以下である。18歳未満の11.6%及び65歳以上の6.4%は貧困線以下の生活を送っている。

## コミュニティー
都市
- ケメラー（en:Kemmerer, Wyoming）

町
- アフトン（en:Afton, Wyoming）
- アルパイン（en:Alpine, Wyoming）
- コークヴィル（en:Cokeville, Wyoming）
- ダイヤモンドヴィル（en:Diamondville, Wyoming）
- ラ・バージ（en:La Barge, Wyoming）
- オパール（en:Opal, Wyoming）
- テイン（en:Thayne, Wyoming）

国勢調査指定地域
- アルパイン・ノースイースト（en:Alpine Northeast, Wyoming）
- アルパイン・ノースウエスト（en:Alpine Northwest, Wyoming）
- オーバーン（en:Auburn, Wyoming）
- ベッドフォード（en:Bedford, Wyoming）
- エトナ（en:Etna, Wyoming）
- フェアビュー（en:Fairview, Wyoming）
- フォントネル（en:Fontenelle, Wyoming）
- グローヴァー（en:Grover, Wyoming）
- オークリー（en:Oakley, Wyoming）
- スムート（en:Smoot, Wyoming）
- スター・ヴァレー・ランチ（en:Star Valley Ranch, Wyoming）
- テイラー（en:Taylor, Wyoming）
- ターナーヴィル（en:Turnerville, Wyoming）

その他
- フリーダム（en:Freedom, Idaho and Wyoming）
- フロンティア（en:Frontier, Wyoming）